# كعيدة (قرية منجم الحمام)
كعيدة هو دُوَّار يقع بجماعة آيت ميمون، إقليم الخميسات، جهة الرباط سلا القنيطرة في المملكة المغربية. ينتمي الدوّار لمشيخة قرية منجم الحمام التي تضم 4 دواوير. يقدر عدد سكانه بـ 42 نسمة حسب الإحصاء الرسمي للسكان والسكنى لسنة 2004.

## روابط خارجية
- البوابة الوطنية للجماعات الترابية نسخة محفوظة 12 مارس 2018 على موقع واي باك مشين.
- المندوبية السامية للتخطيط